# شهرستان المخادر
ناحیهٔ المخادر (به عربی: مدیریة المخادر) یک ناحیه در یمن است که در استان اب واقع شده‌است.

## خصوصیات
ناحیهٔ المخادر ۱۱۳٬۸۹۲ نفر جمعیت دارد.